# Casino Royale & Hotel
Casino Royale & Hotel es un casino y motel localizado en el Strip de Las Vegas. El casino atiende a personas de bajos presupuestos, y ofrece mesas bajas para  juegos de ruleta, craps, y blackjack.  El casino a menudo emplea a personas dándole boletos en las calles o cupones e invitándolas para que lleguen al casino para ofrecerles trabajo.  El estacionamiento detrás del Casino Royale  es conocido por ser "secreto", con uno de los más cercanos y convenientes estacionamientos en el Strip de Las Vegas.

## Historia

### Nob Hill (1978-1992)
Antes de 1992, esta propiedad colindaba con el Sands Hotel Casino y contenía varios moteles, restaurantes y casinos: Bill's Place, Bon Aire Motel, Motor Inn Motel, Louigi's Charcoal Broiler y el Restaurante de Frank Musso. En la década de 1960, se construyó un restaurante Denny's en el lugar.
Lo que ahora es el hotel del Casino Royale abrió en la primavera de 1964 como el Caravan Motor Hotel. El establecimiento de 164 habitaciones fue desarrollado por la firma de construcción local Heers Bros, Inc. Para 1968, el hotel estaba afiliado a la cadena Travelodge y era conocido como el Caravan Travelodge.
En julio de 1978, el Casino Nob Hill abrió entre el Denny's y el Travelodge. Fue operado por un grupo de cuatro socios que también eran dueños del cercano Holiday Casino (ahora Harrah's), liderados por Claudine Williams. El Nob Hill se hizo famoso como un nuevo casino más pequeño en el Strip con los límites más bajos en los juegos de mesa, incluyendo 25 centavos en craps, 10 centavos en ruleta y 1 dólar en blackjack. En 1983, Holiday Inns compró el negocio operativo del Nob Hill como parte de un paquete que también incluía la adquisición completa del Holiday Casino. El Nob Hill cerró el 26 de noviembre de 1990, debido a que el contrato de arrendamiento de la propiedad expiró.

### Casino Royale (1992-presente)
Después de su cierre, el Nob Hill fue remodelado por la familia Elardi, quienes también eran propietarios del hotel-casino Frontier en el Strip. El 1 de enero de 1992, el antiguo Nob Hill fue reabierto por Tommy Elardi como el Casino Royale, que ofrecía 10 000 pies cuadrados (92 903 dm²) de espacio de juego con 225 máquinas tragamonedas y 4 mesas de juego. Elardi, el gerente general y copropietario del Frontier, compró el Nob Hill y el hotel adyacente por $17 millones. Desde 1993 hasta 1995, renovó la propiedad, ampliando el casino a 19 000 pies cuadrados (176 515,7 dm²) y añadiendo un estacionamiento subterráneo. El casino, el hotel y el Denny's estaban conectados por una única fachada, compuesta por una arquitectura de estilo victoriano/europeo, dando la apariencia de varios edificios conectados.
Desde su apertura, el Casino Royale fue objeto de piquetes por parte de miembros del Sindicato de Trabajadores de la Hostelería debido a su propiedad compartida con el Frontier, donde los trabajadores habían estado en huelga desde septiembre de 1991. Durante 1994, los Elardi planearon construir una atracción de sonda espacial detrás del Casino Royale. Sin embargo, el proyecto fue cancelado debido a la oposición del sindicato, así como de los complejos turísticos cercanos, que afirmaban que la atracción no encajaría en el Strip. Para 1995, el Casino Royale había establecido una operación de vigilancia para monitorear a los manifestantes, así como a sus propios empleados, estos últimos a través de dispositivos de escucha instalados en partes del casino. Los piquetes continuaron hasta 1998, cuando la huelga se resolvió con la venta del Frontier por parte de la familia Elardi. Casino Royale sigue siendo uno de los pocos casinos no sindicalizados en Las Vegas.
En 2003, se abrió un restaurante Outback Steakhouse, convirtiéndose en la primera ubicación dentro de un casino.
En diciembre de 2012, la propiedad fue rebrandeada como parte de la cadena hotelera Best Western. El hotel incluye 152 habitaciones.
En 2014, el Denny's en el lado norte del edificio, que había sido la ubicación con mayor volumen de la cadena de restaurantes, fue demolido y reemplazado por una adición de dos pisos y $9 millones, con una farmacia Walgreens en la planta baja y un nuevo Denny's en el segundo piso. El proyecto también añadió un restaurante de hamburguesas White Castle, que se inauguró con gran entusiasmo como la primera ubicación de la cadena en el oeste de Estados Unidos.
El Casino Royale está ubicado en el centro del Strip, entre los resorts Venetian y Harrah's. Es conocido por sus comodidades económicas, incluyendo cervezas Michelob a $1.

## Juego
El Casino Royale tiene 19 000 ft² (176 515,7 dm²) de espacio de juego, incluyendo máquinas tragamonedas, video póquer y video keno. El casino se dirige a los jugadores de bajo presupuesto, y es conocido por su juego promocional en las máquinas tragamonedas. Las promociones de tiempo compartido en el valle de Las Vegas a menudo ofrecen juego en las máquinas tragamonedas del Casino Royale para ser utilizado en máquinas específicas.
A finales de la década de 1990, el Casino Royale tenía las mejores probabilidades en Nevada en el juego de dados. El juego tenía una apuesta mínima de 50 centavos, lo que permitía al jugador apostar 100 veces más en la apuesta impar. No era raro ver apuestas de 50 centavos con apuestas de probabilidades de $25 a $50. Esto ocurrió cuando al resto del Strip se le permitía probabilidades dobles de 10 veces. Alrededor de 2004, el Casino Royale se convirtió en la primera propiedad de casino en el Strip en instalar la variante de blackjack de Geoff Hall, Blackjack Switch. El éxito de Blackjack Switch en el casino llevó a que el juego se extendiera a muchos otros casinos. En 2016, el Casino Royale abrió su BarBook, una casa de apuestas deportivas y un bar con dos estaciones de apuestas de William Hill.

## Cultura popular
- El Casino Royale fue mostrado en el videojuego del 2004 Grand Theft Auto: San Andreas como el Royal Casino.
- Hay un logro escondido en el videojuego Project Gotham Racing 4 en el cual el jugador debe tomar fotos enfrente del Casino Royale mientras conduce un Aston Martin DBS.